# Google Podcasts
Google Podcasts (укр. Google Подкасти) — це додаток для прослуховування подкастів, розроблений Google та випущений 18 червня 2018 року для пристроїв Android.

## Історія
У вересні 2018 року до Google Podcasts була додана підтримка Google Cast. На сайті Google I/O 2019 компанія Google оголосила вебверсію Google Podcasts для iOS, Android та Windows. Версія для iOS була запущена в березні 2020 року. У листопаді 2019 року додаток отримав редизайн, використовуючи Google Material Theme. 12 травня 2020 року Google оголосила, що користувачі можуть перенести свої підписки на подкасти та історію з Google Play Музики в Google Podcasts.
У 2023 році керівники Google Подкастів Чак і Стів МакКлендон оголосили, що найближчим часом подкасти будуть додані в YouTube Music. У вересні Google підтвердила, що застосунок Google Podcasts буде припинено в 2024 році на користь YouTube Music. 2 квітня 2024 року застосунок перестав працювати на території США, але все ще присутня можливість перенести свої підписки до липня 2024 року.
До 24 червня 2024 року застосунок все ще працюватиме за межами США.